# تكوين الشحم

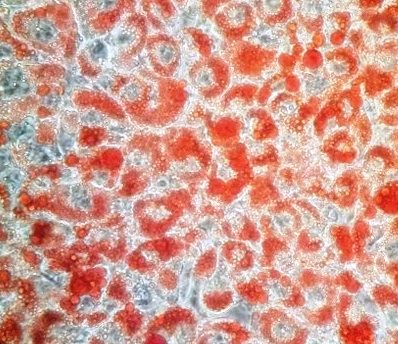
تباين الخلايا الدهنية الملطخة بالزيت الأحمر

تكوين الشحم (بالإنجليزية: adipogenesis)‏ هي عملية تمايز الخلية الميلانية إلى خلية شحمية. تكوين الشحم سوف يصبح النموذج الذي يدرس بشكل مكثف لتمايز الخلية
الخلية الشحمية تلعب دور حيوي في الطاقة الداخلة لتكون مستقرة في حال تغير الظروف البيئية. وكذلك تنظم كمية الطاقة الكبيرة التي يستقبلها الحيوان على شكل ثلاثي الغليسرول.

تبقى الخلية الشحمية في حالة حركية وتبدأ بالتمدد عندما تكون الطاقة التي تأخذها أكبر من الطاقة التي تصرفها وتكون الصعوبة في التعبئة واخذ الطاقة عندما تكون الطاقة التي تصرفها تفوق التي تأخذها تنظم هذه العملية بشكل كبير الهرمونات المنظمة العددية وتكون خلاياها حساسة جدا
هرمون الانسولين يعزز التوسع في حين ان الهرمون العددي الأيبينيفرين والغلايكوجين وال acth يعززون التعبئة
تكوين الشحم هي عملية محكمة لتنظيم التمايز داخل الخلايا حيث ان الخلية الميلانية "pre-adipocyte"
تتحول إلى خلية شحمية متمايزة.